# Stockholm Open 1999 - Qualificazioni singolare
Le qualificazioni del singolare  dello  Stockholm Open 1999 sono state un torneo di tennis preliminare per accedere alla fase finale della manifestazione. I vincitori dell'ultimo turno sono entrati di diritto nel tabellone principale. In caso di ritiro di uno o più giocatori aventi diritto a questi sono subentrati i lucky loser, ossia i giocatori che hanno perso nell'ultimo turno ma che avevano una classifica più alta rispetto agli altri partecipanti che avevano comunque perso nel turno finale.
Le qualificazioni del torneo Stockholm Open 1999 prevedevano 32 partecipanti di cui 4 sono entrati nel tabellone principale.

## Teste di serie
1. Roger Federer (secondo turno)
2. George Bastl (Qualificato)
3. Lorenzo Manta (secondo turno)
4. Fredrik Jonsson (ultimo turno)

1. Alexander Popp (primo turno)
2. Ville Liukko (Qualificato)
3. Wayne Black (primo turno)
4. Michael Kohlmann (secondo turno)

## Qualificati
1. Filip Dewulf
2. George Bastl

1. Robert Lindstedt
2. Ville Liukko

## Tabellone

### Legenda
| - Q = Qualificato - WC = Wild card - LL = Lucky loser | - ALT = Alternate - SE = Special Exempt - PR = Protected Ranking | - w/o = Walkover - r = Ritirato - d = Squalificato |

### Sezione 1
|  | Primo turno      | Primo turno       | Primo turno       | Primo turno | Primo turno |  |  | Secondo turno | Secondo turno    | Secondo turno    | Secondo turno | Secondo turno |   |   | Ultimo turno     | Ultimo turno     | Ultimo turno     | Ultimo turno | Ultimo turno |  |
|  |                  |                   |                   |             |             |  |  |               |                  |                  |               |               |   |   |                  |                  |                  |              |              |  |
|  | 1                | Roger Federer     | Roger Federer     | 6           | 7           |  |  |               |                  |                  |               |               |   |   |                  |                  |                  |              |              |  |
|  |                  | Cristiano Caratti | Cristiano Caratti | 3           | 5           |  |  | 1             | Roger Federer    | 2                | 6             | 6             |   |   |                  |                  |                  |              |              |  |
|  | Marcus Sarstrand | Marcus Sarstrand  | Marcus Sarstrand  | 6           | 6           |  |  |               | Marcus Sarstrand | 6                | 4             | 7             |   |   |                  |                  |                  |              |              |  |
|  | Robin Söderling  | Robin Söderling   | Robin Söderling   | 1           | 3           |  |  |               |                  |                  |               |               |   |   | Marcus Sarstrand | Marcus Sarstrand | Marcus Sarstrand | 2            | 3            |  |
|  | Filip Dewulf     | Filip Dewulf      | Filip Dewulf      | 7           | 7           |  |  |               |                  | Filip Dewulf     | Filip Dewulf  | Filip Dewulf  | 6 | 6 |                  |                  |                  |              |              |  |
|  | Sandon Stolle    | Sandon Stolle     | Sandon Stolle     | 5           | 6           |  |  |               | Filip Dewulf     | Filip Dewulf     | 6             | 6             |   |   |                  |                  |                  |              |              |  |
|  | 8                | Michael Kohlmann  | Michael Kohlmann  | 6           | 7           |  |  | 8             | Michael Kohlmann | Michael Kohlmann | 4             | 2             |   |   |                  |                  |                  |              |              |  |
|  |                  | Jarkko Nieminen   | Jarkko Nieminen   | 4           | 6           |  |  |               |                  |                  |               |               |   |   |                  |                  |                  |              |              |  |

### Sezione 2
|  | Primo turno      | Primo turno       | Primo turno       | Primo turno | Primo turno |  |  | Secondo turno  | Secondo turno    | Secondo turno    | Secondo turno  | Secondo turno  |   |   | Ultimo turno | Ultimo turno | Ultimo turno | Ultimo turno | Ultimo turno |  |
|  |                  |                   |                   |             |             |  |  |                |                  |                  |                |                |   |   |              |              |              |              |              |  |
|  | 2                | George Bastl      | George Bastl      | 6           | 7           |  |  |                |                  |                  |                |                |   |   |              |              |              |              |              |  |
|  |                  | Joachim Johansson | Joachim Johansson | 1           | 5           |  |  | 2              | George Bastl     | George Bastl     | 6              | 6              |   |   |              |              |              |              |              |  |
|  | Nicklas Timfjord | Nicklas Timfjord  | Nicklas Timfjord  | 6           | 6           |  |  |                | Nicklas Timfjord | Nicklas Timfjord | 3              | 2              |   |   |              |              |              |              |              |  |
|  | Julian Knowle    | Julian Knowle     | Julian Knowle     | 4           | 2           |  |  |                |                  |                  |                |                |   |   | 2            | George Bastl | George Bastl | 7            | 6            |  |
|  | Johan Örtegren   | Johan Örtegren    | Johan Örtegren    | 6           | 7           |  |  |                |                  |                  | Martin Verkerk | Martin Verkerk | 6 | 3 |              |              |              |              |              |  |
|  | Mattias Pennonen | Mattias Pennonen  | Mattias Pennonen  | 4           | 5           |  |  | Johan Örtegren | Johan Örtegren   | 6                | 3              | 5              |   |   |              |              |              |              |              |  |
|  |                  | Martin Verkerk    | Martin Verkerk    | 6           | 6           |  |  | Martin Verkerk | Martin Verkerk   | 2                | 6              | 7              |   |   |              |              |              |              |              |  |
|  | 7                | Wayne Black       | Wayne Black       | 2           | 1           |  |  |                |                  |                  |                |                |   |   |              |              |              |              |              |  |

### Sezione 3
|  | Primo turno      | Primo turno      | Primo turno      | Primo turno | Primo turno |  |  | Secondo turno  | Secondo turno    | Secondo turno    | Secondo turno | Secondo turno |   |   | Ultimo turno     | Ultimo turno     | Ultimo turno | Ultimo turno | Ultimo turno |  |
|  |                  |                  |                  |             |             |  |  |                |                  |                  |               |               |   |   |                  |                  |              |              |              |  |
|  | 3                | Lorenzo Manta    | Lorenzo Manta    | 7           | 6           |  |  |                |                  |                  |               |               |   |   |                  |                  |              |              |              |  |
|  |                  | Jan Hermansson   | Jan Hermansson   | 5           | 3           |  |  | 3              | Lorenzo Manta    | Lorenzo Manta    | 4             | 4             |   |   |                  |                  |              |              |              |  |
|  | Robert Lindstedt | Robert Lindstedt | Robert Lindstedt | 6           | 7           |  |  |                | Robert Lindstedt | Robert Lindstedt | 6             | 6             |   |   |                  |                  |              |              |              |  |
|  | Scott Humphries  | Scott Humphries  | Scott Humphries  | 1           | 5           |  |  |                |                  |                  |               |               |   |   | Robert Lindstedt | Robert Lindstedt | 5            | 6            | 6            |  |
|  | Kevin Ullyett    | Kevin Ullyett    | 4                | 6           | 7           |  |  |                |                  | Kevin Ullyett    | Kevin Ullyett | 7             | 3 | 3 |                  |                  |              |              |              |  |
|  | Harel Levy       | Harel Levy       | 6                | 3           | 6           |  |  | Kevin Ullyett  | Kevin Ullyett    | 6                | 3             | 6             |   |   |                  |                  |              |              |              |  |
|  |                  | Kristian Pless   | 2                | 6           | 6           |  |  | Kristian Pless | Kristian Pless   | 3                | 6             | 3             |   |   |                  |                  |              |              |              |  |
|  | 5                | Alexander Popp   | 6                | 2           | 1           |  |  |                |                  |                  |               |               |   |   |                  |                  |              |              |              |  |

### Sezione 4
|  | Primo turno     | Primo turno         | Primo turno         | Primo turno | Primo turno |  |  | Secondo turno | Secondo turno   | Secondo turno | Secondo turno | Secondo turno |   |   | Ultimo turno | Ultimo turno    | Ultimo turno | Ultimo turno | Ultimo turno |  |
|  |                 |                     |                     |             |             |  |  |               |                 |               |               |               |   |   |              |                 |              |              |              |  |
|  | 4               | Fredrik Jonsson     | Fredrik Jonsson     | 6           | 6           |  |  |               |                 |               |               |               |   |   |              |                 |              |              |              |  |
|  |                 | Frederik Fetterlein | Frederik Fetterlein | 4           | 2           |  |  | 4             | Fredrik Jonsson | 2             | 6             | 6             |   |   |              |                 |              |              |              |  |
|  | Bjorn Rehnquist | Bjorn Rehnquist     | Bjorn Rehnquist     | 6           | 6           |  |  |               | Bjorn Rehnquist | 6             | 3             | 3             |   |   |              |                 |              |              |              |  |
|  | Jonas Fröberg   | Jonas Fröberg       | Jonas Fröberg       | 4           | 4           |  |  |               |                 |               |               |               |   |   | 4            | Fredrik Jonsson | 6            | 6            | 3            |  |
|  | Richey Reneberg | Richey Reneberg     | 6                   | 6           | 6           |  |  |               |                 | 6             | Ville Liukko  | 7             | 3 | 6 |              |                 |              |              |              |  |
|  | Christian Vinck | Christian Vinck     | 4                   | 7           | 1           |  |  |               | Richey Reneberg | 4             | 6             | 4             |   |   |              |                 |              |              |              |  |
|  | 6               | Ville Liukko        | Ville Liukko        | 6           | 6           |  |  | 6             | Ville Liukko    | 6             | 1             | 6             |   |   |              |                 |              |              |              |  |
|  |                 | Jerome Hanquez      | Jerome Hanquez      | 3           | 2           |  |  |               |                 |               |               |               |   |   |              |                 |              |              |              |  |